# Denis Diderot
Denis Diderot (Langres, Haute-Marne, 5 d'octubre de 1713 — París, 31 de juliol de 1784) fou un escriptor i filòsof francès, així com també crític d'art.
Va dirigir juntament amb D'Alembert entre el 1751 al 1772 la redacció de la primera enciclopèdia universal editada a França, sota el nom de la L'encyclopédie, ou Dictionnaire raisonné des sciences, des arts et des métiers .

## Biografia
Va néixer a Langres, ciutat fortificada d'origen romà, de la regió de la Xampanya. El seu pare era mestre ganiveter, treball familiar des de feia dos segles. Denis Diderot era el gran dels fills que van sobreviure, amb 3 germanes i un germà. Als 10 anys Diderot va començar a estudiar en el col·legi jesuïta de Langres, on obté una bona educació d'humanitats. Allà feien simulacres de batalles entre cartaginesos i romans. Va tenir problemes al col·legi per la seva conducta, i estigué quatre o cinc dies treballant amb el seu pare, fins que trencà tots els ganivets i tornà a les classes. Entre 1728 i 1729 Diderot va ser enviat a París, a estudiar a un col·legi jansenista: el Collège d'Hancourt.
El 1732 es va llicenciar en humanitats per la Universitat de París. Després estudià teologia fins que decideix deixar la roba d'abat i estudiar els clàssics, matemàtiques com també anglès i italià. En la seva estada a París, va viure a casa de l'advocat Clément de Pis, qui li va ensenyar dret, encara que no va mostrar avanços. Diderot ara havia de buscar-se la vida, ja que es va negar a tornar a casa dels seus pares i van deixar de menar-li diners. Es va dedicar principalment a fer classes particulars de matemàtiques, però el seu nivell de coneixements era escàs, i també va fer alguns treballs periodístics. No obstant, la seva il·lusió era el teatre i no tardà a dedicar-li temps, sobretot com a crític.
Diderot coneix Anne-Toinette Champion, amb la qual es comprometrà en contra de la voluntat dels seus pares, que el tanquen en un monestir, fins que aconsegueix escapar, i al cap d'un temps, pot casar-se amb Anne-Toinette en la clandestinitat.
Va conèixer Jean-Jacques Rousseau, el 1742, en un cafè. Era, en aquells moments, conegut pels seus dots amb els escacs.
A contratemps, la crisi del govern francès per rumors de fallida de la banca i escàndols sexuals el 1749, fa que es persegueix als propagandistes contraris al govern, ateus, jansenistes, pornògrafs i crítics del rei. Així doncs, Diderot va ser arrestat el 24 de juliol i enviat a la presó de Vincennes. No hi havia cap acusació en particular, sinó que estava a la presó per escriure totes les seves obres, així que va intentar negar la seva autoria per tal de poder sortir. D'Alembert i Voltaire es van preocupar per ell, i Rousseau va escriure las Confesiones, en contra de l'arrest. Va sortir de la presó el 1749. Diderot per aquells anys es va interessar molt pel teatre i va llegir l'obra de teatre Il vero amico, de Goldoni, el tema del qual li va agradar, i decidí convertir-se en dramaturg i en teòric de l'art dramàtic. La influència de les obre teatrals va caure sobre Lessing, qui remarcava la seva qualitat. Diderot va ser un dels fundadors del teatre nacional alemany.
L'agost de 1761, treballant al taller de Le Breton, Diderot va donar un repàs als últims volums, que en total serien 17 volums de text i 11 de làmines. Al juliol de l'any següent, Caterina II de Rússia va pujar al tron i intentà que alguns philosophes viatjaren a Rússia per tal quedar-se allà i difondre el nou pensament il·lustrat. Li va arribar una carta a Diderot perquè completés l'Enciclopèdia  a Rússia. L'Enciclopèdia va ser admirada per Lluís XV de França, i la seva amant Madame de Pompadour que van veure en el projecte una eina per difondre els ideals il·lustrats. El 1763 es va establir el tercer Saló d'art, i en aquells moments Le Breton, en secret, havia censurat i eliminat dels articles tot allò que pogués ser problemàtic, però Diderot, de totes maneres, va continuar amb el treball.
Diderot volia aconseguir una dot per Angélique així que pensà a vendre la seva biblioteca. Li va enviar una carta al camarlenc de Catalina la Gran, Betzki. La reina va comprar la biblioteca, amb la condició que Diderot fos el dipositari dels llibres, i a més a més amb un salari de cent pistoles a l'any com a bibliotecari.
Als 60 anys Diderot decideix viatjar a Rússia, després d'haver negat diverses vegades que aniria degut a la seva edat. Primer va passar per La Haia, a on va arribar el 15 de juny de 1773. Es va quedar a Holanda uns mesos, fins al 20 d'agost de 1773 que va marxar cap a Rússia, on va romandre fins al febrer de 1774, perquè segons li va dir a l'emperadriu: "ja havia fet tot el possible per ell", però l'estada a la cort russa no va donar grans resultats. Així que va tornar a Holanda, on se sentia més a gust i més despreocupat. Caterina II abans de marxar li havia encomanat que escrigués una altra Enciclopèdia per a Rússia, i Diderot va acceptar, ja que seria un bona manera de dedicar el temps que li restava i va tornar a París. Durant un temps va escriure unes "Observacions" sobre Caterina, a la qual classificava com a dèspota. Aquests apunts els va guardar fins que morí, i va ser Angélique qui les envià a l'emperadriu, la qual es va sorprendre i menyspreà Diderot per haver escrit sobre ella d'aquesta manera. L'estança a Rússia va afectar Diderot que es va apartar de la vida social.
Cap al final dels seus dies Diderot va escriure algunes novel·les més. Entre altres es va centrar en la vida de Sèneca, a qui senyala com un hipòcrita, ja que s'interessà més per guanyar diners que per dedicar-se a la filosofia. El juliol del 1784 Diderot va morir mentre dinava a la seva casa a París després d'uns mesos de malaltia, ja que va sofrir un atac i el cos va començar a debilitar-se.

## Escrits i pensament
Diderot començà la seva carrera literària com a traductor, ofici que originàriament li servia per mantenir a la seva família i els seus primers treballs com a intèrpret o traductor inclouen la Història de Grècia de Stanyan (1743), va dur a terme la traducció del Diccionari mèdic de Robert James (1746-1748) amb l'ajut de dos amics, François-Vicent Toussaint i Marc-Antoine Eidous. Cal destacar que, sobre la mateixa època, Diderot publicà lliurement la seva interpretació sobre An Inquiry Concerning Virtue or Merit de Shaftesbury sota el títol de Essai sur le mérite et la vertu (1745).
Denis Diderot va ser un il·lustrat, algú que a través de les seves obres -literàries i filosòfiques- i de la seva magna empresa -L'Encyclopédie- va buscar que els homes s'apropiessin d'aquest principi kantià del Sapere aude!, és a dir, tenir el valor de servir-nos del nostre propi enteniment. Rebutjar, així, les especulacions de la religió, la fe cega, i atacar les institucions que mantenen lligat de mans l'home, va ser un dels objectius que va perseguir en vida i que, òbviament, ho va enfrontar sempre al perill de la presó, la censura i l'exili.
En 1746 va escriure la seva primera obra original, Les Pensées philosophiques (Pensaments filosòfics), on ell s'associa amb el deisme i va presentar un petit assaig sobre la suficiència de la religió natural. Un any més tard va escriure Promenade du sceptique (El passeig de l'escèptic), on planteja tres vies possibles en l'actuació humana a més de presentar una crítica cap a les extravagàncies del catolicisme. Poc després, l'any 1749, amb Lettre sur les Aveugles (Carta sobre els cecs), se li atorga ja l'etiqueta original de pensador, i en aquesta obra mostra al dependència de les idees de l'home respecte als seus cinc sentits. Unes altres narracions a destacar són La religieuse (La religiosa), on planteja el fet real d'una monja que ingressa a un convent forçadament i, a partir d'aquí, critica la vida als convents. També s'ha de senyalar l'obra de Jacques le fataliste (Jacques el fatalista) de 1796, on analitza la psicologia del lliure albir, i destaca perquè utilitza el gènere del diàleg, plantejant un col·loqui obert entre Jacques i el seu amo, descrita com a "una obra experimental sobre els límits i les possibilitats de la novel·lesca" Le neveu de Rameau (El nebot de Rameau), és un altre diàleg amb un personatge real de l'època, Rameau, i això li serví per criticar la societat i mostrar les complexitats de la ment. També va cultivar el gènere del teatre manifestant tranquil·lament els sentiments, com passa a Le fils naturel (El fill natural); una altra obra amb format de teatre fou Le paradoxe du comedien (La paradoxa del comediant).
Tardanament va anar comentant extensament la Histoire philosophique et politique des deux Indes (Història filosòfica i política de les Índies), de Raynal, on feia un al·legat contra el colonialisme i senyalava la importància de les civilitzacions no europees per a la cultura europea.

### El deisme, en contra de l'ateisme i de la religió positiva
En les seves Pensées Philosophiques, Diderot va intentar demostrar que una creença només pot fonamentar-se en la raó i que, ja que el camp d'acció d'ella, és a dir, la raó, es troba en les ciències de la naturalesa, era possible explicar déu seguint el mètode d'aquestes, és a dir, l'enteniment. Les Pensées philosophiques són una col·lecció de 62 aforismes de diferent extensió en què parla sobre déu, l'escepticisme i la necessitat d'una creença racional que superi les pràctiques tradicionals de la religió.

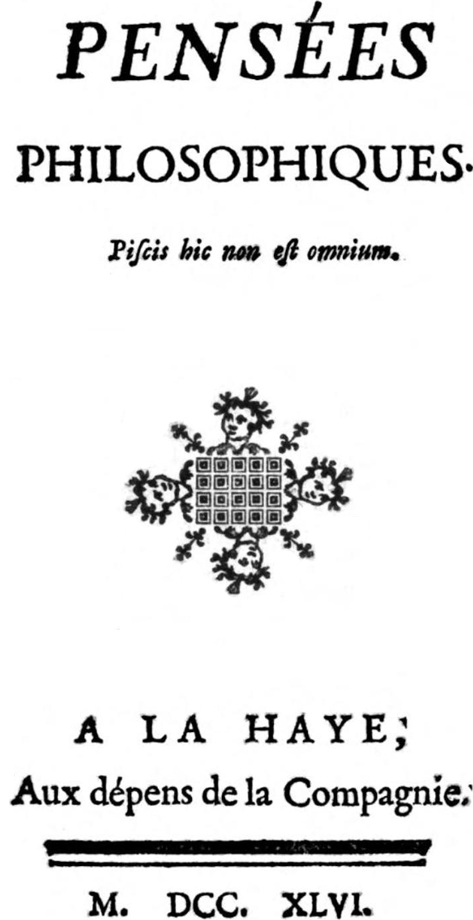
Portada de Pensées Philosophiques, primera edició de 1746

El llibre s'obre amb un epígraf en llatí quis legat haec?, una proposició que permet Diderot precisar el seu dubte sobre la lectura que rebran els seus pensaments. Tot seguit, l'autor expressa que "Escric sobre Déu; compto amb pocs lectors i només aspiro a certes adhesions. Si aquests pensaments no complauen a ningú, no podran ser sinó dolents, però els consideraria detestables si complauen a tothom". Amb això, Diderot ja ens dona a entendre que sap que comptarà amb pocs entusiastes, però que, si fos d'una altra manera, les seves idees no deixarien de ser una panacea desagradable.
El primer plantejament que es troba en el llibre és sobre les passions. Diderot planteja que la societat imputa les passions massa sovint, oblidant-se que "són també la font de tots els plaers" i les "úniques que poden elevar l'ànima a les grans coses".
La intenció de Diderot en iniciar els seus pensaments amb aquest assumpte és observar lo perjudicial que resulta la religió a l'hora de censurar i condemnar les passions que són naturals en els homes. Diderot pensa que la impossibilitat del religiós per sentir i viure com a home lliure té el seu origen en la por a Déu, i és aquí on es comença a percebre el deisme de Diderot doncs ell afirma que "il ne gaut imaginer Dieu ni trop bon ni méchant"(no cal imaginar a Déu ni tan bo ni tan dolent), i que en tota aquesta supersitició sobre les passions és més ofensiva per Déu que el mateix ateisme. Diderot expressa que s'han de conciliar les passions i la creença, a través d'una voluntat d'indagació més natural del diví, basada com tot coneixement racional en la natura, coneixement que està reservat per crear grans deistes, assegura Diderot, perquè la base del pensament deista és l'ensorrament de les doctrines metafísiques que expliquen la creació del món, i la postulació d'un origen diferent a través de l'estudi de la natura. Si l'home és capaç d'explicar a déu seguint una ruta d'aquest tipus, això és, fent al·lusió a la fe i a la superstició a partir de les quals s'accedeix comunament a ell, es podrà acceptar la veritat com a producte de la raó. Diderot pensa que el deista pertany a un gènere particular dels ateus, però que ha d'escapar d'aquest per arribar a la veritat. Diderot distingeix tres tipus d'ateus: els veritables ateus, la negació de Déu és absoluta; els ateus escèptics, que romanen indecisos davant la qüestió; i els ateus "fatxendes de partit", que només simulen estar convençuts del que diuen.

### Crítica a la religió i als prodigis.
Diderot estableix en els seus escrits 4 crítiques diferents a la religió. Primer, es mostra en desacord amb les intencions faccioses dels religiosos. En segon terme, es nega a acceptar el zel bàrbar dels religiosos, aquell mateix que els "encouragé contre les lettres et les arts" (els anima contra les lletres i les arts), contra totes les passions de l'home, a les quals censura i condemna severament. El tercer blanc de les seves crítiques és la sacralització de les Bíblia; sobre això, Diderot considera que no hi ha als escrits d'aquest llibre la sucifiente autoritat com per obeir les seves prescripcions: "Es verdad que ni siquiera los libros santos escapan con el tiempo a cierto proceso de profanación. En la época de Diderot esto es cierto, básicamente, a la razón de l'actitud crítica de aquel entonces; si antes la divinidad de la Biblia no se puse en tela de juicio, en el siglo XVIII ésta tuvo que afrontar una crisi de grandes proposiciones. Sin embargo, en el seno del cristianismo o de cualquier religión es evidente la necesidad de sacralizar sus obras y de no aplicar en ellas una lectura analítica, entiéndase cuestionadora, puesto que eso equivaldría a ir en contra de la fe que mantiene viva su creencia."
L'altre punt crític de Diderot se centra en els falsos prodigis en què es basa la religió per sostenir les seves idees (miracles, herois, gestes, etc.), tota mena de superxeria que ha estat utilitzada al llarg de la història per afectar la imaginació dels homes i sotmetre'ls amb la força de l'incomprensible. Diderot insta en què s'ha de gosar negar aquestes faules de les que es nodreixen els religiosos, perquè cap d'elles prova res en realitat.
Aquest és l'humanisme de Diderot, un filòsof que creu en la raó "Si renuncio a la raó, ja no tinc cap guia", però no en l'omnipotència d'aquesta, i que per tant exalta el dubte i elogia el veritable escèptic. És un filòsof que va dubtar sobre tot allò que ell creia i que va creure en allò que li havia demostrat com a veritable un ús legítim de la seva raó. Perquè per a Diderot, el que no s'hagi posat en dubte, no s'ha comprovat mai i el que no s'hagi examinat sense prejudicis, mai s'ha examinat adequadament; per a ell, l'escepticisme, per tant, és el primer pas cap a la veritat.

### L'enciclopèdia
Diderot va ser alliberat de la presó de Vincennes el 3 de novembre de 1749. Va poder continuar amb el projecte de la Encyclopédie al qual dedicà 30 anys de la seva vida, que després de la trajectòria de vida que portava, degut als pocs diners que podia portar a casa, el va rescatar de la servitud. Va originar els fonaments d'una nova cultura i una nova època, d'un esperit il·lustrador.

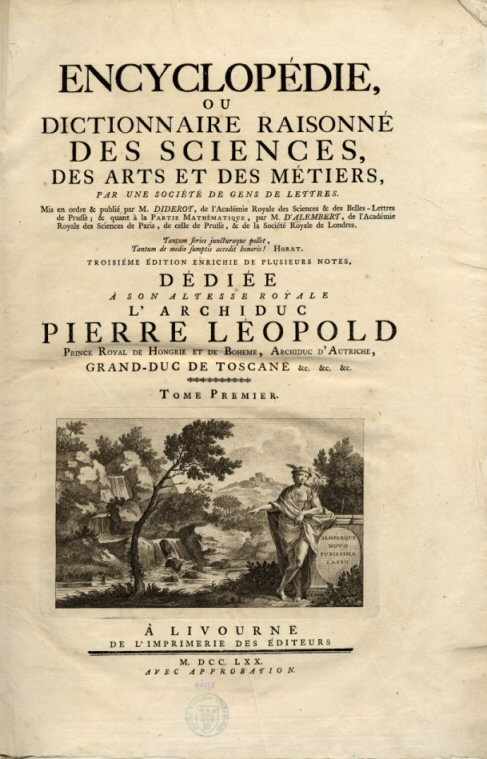
Portada d'un volum de lEncyclopédie

Aquest va ser el primer treball intel·lectual col·lectiu en el qual es van reunir erudits dels diferents camps de ciències, humanitats, dret, etc. Així, el treball de Diderot també va consistir a coordinar i unir aquestes branques de coneixement. En el pensament anticristià i il·lustrat de la majoria dels philosophes (col·laboradors de l'Enciclopèdia) va complicar el treball, i sobre tot el moment d'edició. Proust estava convençut que aquests ideals portarien als enciclopedistes a acceptar els principis de la Revolució de 1789, i deia que eren els protagonistes de la Revolució tècnico-industrial.
Diderot pensava que la societat i la tecnologia es desenvolupen de manera paral·lela, és a dir, necessiten l'una de l'altra per progressar. És així com es dona compte que els articles sobre màquines, fets pels científics, eren insuficients, ja que els treballadors no podien saber fer funcionar una màquina solament llegint aquells articles. És així com arriba a la conclusió que havien de realitzar-los els maquinistes. No obstant, el poble pla era analfabet. Diderot partia del fet que els científics havien de treballar, fet insòlit per l'època. Aquesta unitat del saber va ser plasmada per Diderot. L'Enciclopèdia estava molt lligada al nou pensament il·lustrat, revolucionari, amb una nova concepció del món i de l'aprenentatge.
Buscava col·laboradors als salons, a les fàbriques, al camp, als tallers, i així va recol·lectar informació. Ja des del primer volum es veia socialment en l'Enciclopèdia un instrument de revolució. Va tindre moltes crítiques, sobretot dels jesuïtes i del mateix govern, perquè Diderot i altres companys van analitzar i reprovar a les autoritats als seus articles, com al de Autorité. En tot cas fa referència constantment al Contracte social de Rousseau, qui escriu sobre la regulació social del treball. A més a més, a l'article Suffisance de la religion naturelle escriu sobre la teoria del dret natural del poder.
Els que tracten de filosofia van ser molt qüestionats, perquè Diderot no tenia coneixements, sinó que va fer utilitzar altres fonts, com Bayle, Deslandes i Brucker, encara que ell feia saber d'on havia tret la informació. La Encyclopédie agrupa els coneixements de totes les èpoques, amb la funció de difondre'ls. La producció teòrica de Diderot ha de valorar-se per l'originalitat de l'ús de les aportacions i per la seva capacitat de síntesi, no ja per les seves aportacions originals.

## Diderot, crític d'art Anthony Ashley Cooper

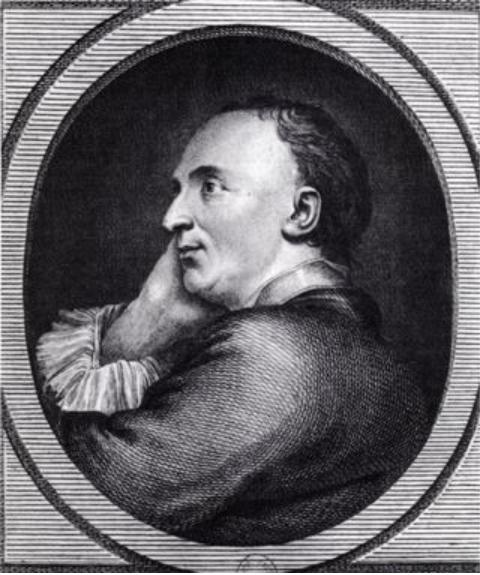
Gravat de Diderot realitzat per Pierre Chenu, 1760

Diderot fou uns del crítics d'art per excel·lència, considerat el minor de la Crítica de l'art. Tal volta també es considerà que la seva crítica fou fruit d'un literat i d'un moralista, on els seus retractors li retraurien la seva excessivitat literària i la gran devoció pels temes moralistes.
Diderot acceptà formar part de la Correspondance littérarie dirigida en aquells moments per Frédéric Melchior Grimm, l'any 1759. La Correspondace 'littéraire fou un mitjà de comunicació entre la carta privada i el diari literari, on s'informava sobre els esdeveniments culturals, literaris i artístics a un sector molt reduït d'abonats. Diderot acceptà aquest treball, sobretot, per la necessitat social de crear una orientació crítica del gust en l'art, com així una creació d'un nou gènere literari, la crítica d'art, però també cal incloure l'emergent importància dels Salons de l'Acadèmia. Diderot fou anomenat com a fundador de la crítica artística, però "cal afegir" que en els seus inicis, com a crític dels Salons a França ja coexistien dues tendències crítiques, la crítica itinerant, anomenada per Chouillet, i la crítica específica dels Salons. Diderot s'influencià i s'emmarcà en ambdues, durant el plany d'un viatge a Itàlia no realitzat. Aquesta cohesió entre ambdues crítiques la durà a terme Diderot al Salon de 1767 denominat com el més extens, complet i estricte de tots els seus Salons. En nou ocasions Denis Diderot exercirà com a crític d'art, de 1759 a 1781.
La jerarquia dels gèneres
Com a home del seu temps, com a home d'Enciclopèdia, Diderot emancipà la seva crítica del poder i de les institucions. No obstant, la seva llibertat d'enjudiciament no fou un obstacle alhora de conviure amb un tradició estètica encara vigent. La jerarquia i el dogma acadèmic dels gèneres fou respectat per Diderot, però sempre des de la crítica. Ell acceptà la jerarquia dels gèneres com a principi estètic, tot i que, remarcarà la idea que el tema era un element prioritari. En efecte, Diderot afirmava que la crítica no només era tècnica, també havia d'estar regida per elements morals, com el tema, les passions i els caràcters. "Demano perdó a Aristòtil; però és una crítica viciosa deduir regles exclusives de les obres més perfectes, com si els recursos per agradar no fossin infinits" amb aquesta afirmació Diderot posa en dubte la crítica proposada per Aristòtil; totes les obres són perfectes per exclusivitat de les regles. Amb això, Diderot reforçarà la idea, present en el context de l'època, de l'art com a contenidor d'idees moralitzants per així guiar al poble, "Jo sé que l'art té les seves regles que moderen totes les anteriors, però és poc freqüent que la moral hagi de ser sacrificada a allò tècnic. ".' Un altre aspecte de la crítica diderotiana quant als gèneres, fou que Diderot afirmà que tot gènere té les seves dificultats i la seva noblesa. Tot i no ser uns dels principals detractors de l'Acadèmia, Diderot plantejà en diverses ocasions la reforma de l'Acadèmia, juntament amb el somni de la unificació de tots els gèneres. "La pintura gènere no coneix entusiasme; és que hi ha dues classes d'entusiasme, de l'ànima i el de l'ofici. Sense l'un, el concepte és fred; sense l'altre, l'execució és dèbil: la seva unió fa l'obra sublim"
Sobre les idees de bellesa i d'allò sublim
El terme del sublim va ser descrit per Edmund Burke a l'obra anomenada A Philosophical Enquiry into the Origin of Our Ideas of the Sublime and Beautiful, 1757, la qual va tenir una forta influència sobre Diderot, concretament, sobre els àmbits d'estètica i crítica diderotiana. El terme del sublim fou acollit per la crítica diderotiana amb molt força. Per Diderot l'art sublim era, en efecte, el que l'ull humà no veu, allò que la raó no pot concebre. Per tant, el sublim, exigeix una visió introspectiva. Sobre això, Diderot propugna la idea que el centre de l'ànima es concentra a l'estómac. Per altra banda, Diderot, va relacionar -se amb els empiristes anglesos de Shaftesbury, l'any 1745 publicà la interpretació de An Inquing Concerning Virtue or Merit. En els Salons de 1765 i 1767 Diderot dialogarà amb si mateix a partir de teories de Hogarth, Anàlisi de la Bellesa i Edmund Burke, anteriorment citat, amb les seves revelacions sobre el sublim i el bell. Com en filosofia, l'art, parteix de tres moments. En primer lloc de la contemplació de la naturalesa, en segon lloc de la combinació dels detalls i de la bellesa, i finalment així poder arribar a expressar la comprensió de l'univers que rodeja a l'artista. No obstant, Diderot, obsessionat pel geni no podrà limitar-se a l'observació de la naturalesa.
Una de les bases de les idees de Diderot era l'eliminació de la dicotomia tradicional entre la subjectivitat i l'objectivitat estètica, així com la cohesió de l'art amb la filosofia. Diderot defensà la unificació de les diferents disciplines, reflectida en les seves crítiques. No obstant, mai podríem entendre la seva teoria estètica, sense la teoria de les relacions.
Diderot fou el primer després d'altres autors, entre ells San Agustí, a definir el bell per la relació que consolida la unitat entre tot i les seves parts, criteri valoratiu fonamental en el seu gust. Diderot expressa que les parts del cos només tenen sentit i funcionalitat si se les considera en relació amb les altres. És a dir, per ell només quedarà assolida cada part d'un quadre en el cas que es combini cada part amb la resta, de forma que pugui establir-se entre elles una línia d'unió. Per altra banda, Diderot exposa un paral·lelisme entre la unitat o "bella composició" i la màquina, on cada peça forma part d'un engranatge. Tot i que la bellesa es consolida amb la relació de totes les parts, Diderot afegeix que cada element d'aquesta unitat experimenta les seves pròpies sensacions i crea al seu propi pensament.
En crítica d'art de Diderot el subjectiu, el descriptiu i narratiu acabaven per predominar sobre l'objectivitat, un afany utòpic pel que fa a la realitat. El problema estava en el fet de fer contemplar per mitjà de les paraules escrites el que resultava impossible veure i calia imaginar, així com establir un judici de valor sobre alguna cosa que si imatge era invisible als ulls del lector, però que calia fer-ho evident al pensament. Aquest procés va produir un distanciament entre el crític literàriament i l'artista per mitjà de la pintura. I de forma paradoxal fomentava un retrobament entre la literatura i la pintura.
Es pot percebre un cert grau de subjectivisme en els judicis crítics de Diderot, a l'hora d'opinar sobre els artistes francesos del seu temps en els seus mateixos Salons. Els seus fílies i fòbies semblen estar codificades pel seu concepte d'ètica del representat, per les relacions d'amistat o d'enemistat. És continu el seu rebuig a les obres de Boucher, a qui considerava un depravat, encara que reconegués la capacitat de captivació dels seus quadres. No obstant això, va defensar la pintura de Greuze per la seva capacitat moral i de Chardin, a qui considerava com un veritable colorista. Va establir una dura crítica de la pintura de rococó, va promoure l'auge del nou classicisme i David.
Cal destacar l'ocupació que Diderot va fer de les paradoxes, de les cultivades contradiccions, que a més, són el fruit de la seva evolució vital i ideològica. Les paradoxes amb un cert grau de reflexió i d'ironia, es troben present a la producció literària de Diderot en els seus judicis de valor com a crític d'art. No és d'estranyar, que malgrat la seva negació de l'obra de Boucher, tingues una certa admiració per ell.
Diderot era un admirador de l'època, per considerar-se com una edat daurada per a la cultura de Lluís XIV i del seu ministre Colbert, el creador de les Acadèmies. Amb ells aspirava a fer de l'art un programa cultural i polític. Pensava que, havia tenir un paper fonamental en la formació de la consciència social. Per aconseguir calia que l'art fos una referència moral i superar la seva capacitat de produir plaer. Hi havia així una certa identificació entre ètica i estètica.
Diderot, com a crític d'art va partir d'uns principis estètics que va ser exposant en el seu Assaig sobre la pintura, en el seu Tractat de lo bell, i en els seus articles per a l'Enciclopèdia. Cal destacar que aquests imperatius es van anar formant i evolucionant al mateix temps que realitzava la seva activitat crítica. Cal destacar les seves idees sobre la bellesa, l'única finalitat de l'art, el concepte es va separar del del bo, i del gust. Diderot va defensar la bellesa com la percepció de les relacions reals, no intel·lectuals o fictícies, existents en els objectes i que es destaquen de cada ésser després d'haver estat conegudes per l'enteniment després de la seva aprehensió pels sentits. També va assenyalar el seu grau d'indefinició absoluta, la seva simple aproximació i va tractar de conciliar els seus aspectes objectius amb els subjectius. L'home percep l'existència de la bellesa, encara que coneix bastant poc sobre ella. Totes les idees, i entre elles el concepte de bellesa, tenen una procedència sensorial i són el fruit de l'experiència. Així mateix, cal destacar aquí els dos tipus de bellesa que Diderot va distingir: el que és bell fora de mi i la bellesa amb relació a mi. El bell fora de mi o bell real, existeix en un objecte per les relacions contingudes en ell. Es percep a comparar entre si les parts d'un sol objecte i en establir les seves relacions. Pertany àmbit de la natura que per al filòsof i crític d'art francès no coneix de les lletjors. En la seva opinió, lo bell amb relació a mi o lo bell percebut o relatiu consisteix en l'autèntica bellesa per a l'home. Es percep en comparar diversos objectes entre si i establir entre ells diferents gradacions de bellesa.
La metàfora de l'aranya
La crítica de Diderot es caracteritza per la cohesió entre art i filosofia, fent així moltes referències als seus pensaments filosòfics. En tot cas, uns dels temes tractats als dos àmbits, fou la metàfora de l'aranya. Aquesta metàfora fou el tema principal del llibre Le rêve de D'Alembert, escrit pel mateix Diderot. La metàfora de l'aranya fa referència a l'observació de la natura. Diderot exposa un paral·lelisme entre la figura de l'aranya i de l'home. Tant l'aranya com l'home, en aquest cas l'artista, formarien un espai sensible dins de l'espai físic. Aquest espai sensible compost per la seva pròpia tela configuraria un món on ambdues figures serien el centre geomètric. Diderot justifica aquest paral·lelisme dient que l'artista teixeix el seu propi món a partir de la creació de la seva obra, a través de la qual percep el món que l'envolta. L'espectador, atrapat dins la tela, s'integra en el mateix teixit creant així un univers de relacions entre l'artista i l'espectador.
La concepció del geni
Tant en els Salons com en els Ècrits sur art , Diderot mostra una gran obsessió cap a la figura del geni. Pel crític, el geni és aquell que es caracteritza per tenir la capacitat de relacionar tots aquells elements aparentment sense connexió, és a dir pot crear una bella composició. El geni, per Diderot, és un do de la naturalesa. Ell propugna la idea que les regles corrompen al geni, per això el geni ha d'infringir-les. Paral·lelament un dels altres temes més tractats per la crítica diderotiana fou el "gust". Tanmateix, Diderot en gran part de les seves crítiques reflexiona sobre la importància del gust respecte a la producció artística. Diderot afirma que el gust ha d'estar regit per un criteri valoratiu basat en la teoria de les relacions, és a dir quelcom és bell si les seves parts estan relacionades entres si, per així formar una unitat. Ell considera que el gust no s'ha de basar només en els criteris fonamentalment tècnics també s'ha de basar en elements morals.
Característiques formals de la seva crítica
Les seves crítiques es caracteritzen pel gran detallisme alhora de descriure les obres. En efecte, els Salons, estaven dedicats a un públic que no podia assistir a la celebració del Salons a París, per tant, aquests lectors necessitaven una prèvia descripció de les obres. La descripció detallada del quadre precedia a l'anàlisi crítica. . Per trobar un mètode de descripció que fugi de la monotonia, Diderot desenvolupà diferents tècniques de descripció. Al llarg dels seus Salons, Diderot variarà el seu llenguatge. En molts dels Salons l'estructura formal de les crítiques es caracteritza per la particular estructura dialogada.
Els Salons, malauradament, no van ser impresos en vida de Diderot. L'únic fragment imprès va ser un fragment del Saló de 1769 conegut com a Lamentations pour ma vieille robe de chambre, imprès l'any 1772 per Friedrich RIng. S'han conservat en general diverses còpies de la Correspondace, com Essais sur la peinture annex del Salon de 1765, i del 1777, que Grimm no va publicar. En principi, els Salons van conèixer només publicacions parcials.: com els Laments, impresos el 1772, el Saló de 1765 amb els Essais sur la peinture  van ser publicats el 1795 per Buisson, entre d'altres.

## Obres
- Essai sur le mérite et la vertu, 1745.
- Pensées Philosophiques, 1746.
- La promenade du sceptique, 1747.
- Les bijoux indiscrets, 1748.
- Lettre sur les aveugles à l'usage de ceux qui voient, 1749.Obra de Diderot, Le neveu de Rameau, 1761.
- L'Encyclopédie, 1751-1772.

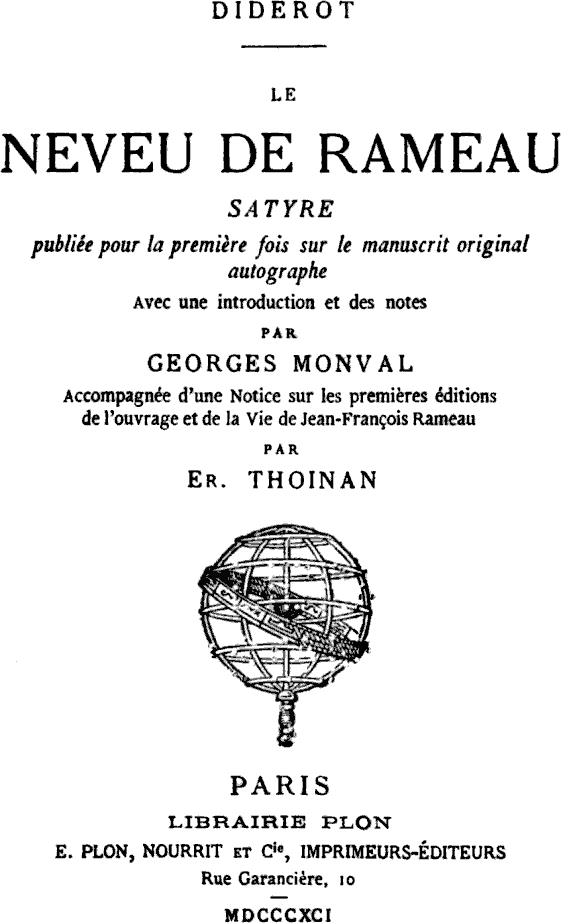
Obra de Diderot, Le neveu de Rameau, 1761.

- Lettre sur les sourds et muets, 1751.
- Pensées sur l'interprétation de la nature, 1751.
- Le fils naturel, 1757.
- Entretiens sur le Fils naturel, 1757.
- Discours sur la poesie dramatique, 1758.
- Salons, 1759-1781.
- La Religieuse, 1760. Traducció d'Elisenda Galobardes i Tuneu. Martorell: Adesiara, 2009.
- Le neveu de Rameau, 1761.
- Lettre sur le commerce de la librairie, 1763.
- Mystification ou l'histoire des portraits, 1768.
- Entretien entre D'Alembert et Diderot, 1769.
- Le rêve de D'Alembert, 1769.
- Suite de l'entretien entre D'Alembert et Diderot, 1769.
- Paradoxe sur le comédien, c. 1769.
- Apologie de l'abbé Galiani, 1770.
- Principes philosophiques sur la matière et le mouvement, 1770.
- Entretien d'un père avec ses enfants, 1771.
- Jacques le fataliste et son maître, 1771-1778.
- Supplément au voyage de Bougainville, 1772.
- Histoire philosophique et politique des deux Indes, 1772-1781.
- Voyage en Hollande, 1773.
- Éléments de physiologie, 1773-1774.
- Réfutation d'Helvétius, 1774.
- Observations sur le Nakaz, 1774.
- Essai sur les règnes de Claude et de Néron, 1778.
- Lettre apologétique de l'abbé Raynal à Monsieur Grimm, 1781.
- Aux insurgents d'Amérique, 1782.
- Salons, 1759, 1761, 1763, 1765, 1767, 1769, 1771, 1781.

## Fortuna crítica
Diderot va ser un autor desconegut individualment, car el seu pensament no va ser molt acceptat i ja la seva primera obra va ser rebutjada i portada a la foguera. Va ser, més aviat, conegut per la seva col·laboració en L'Encyclopédie. Diderot va ser un philosophe poc recordat en la Revolució Francesa, polèmic amb Rosseau i D'Alembert i un ciutadà al marge de les convencions socials. No va ser fins que Goethe va traduir les seves obres, que Hegel l'utilitzés en la Fenomenologia de l'esperit i que els romàntics recuperessin la seva figura per així tenir una difusió cap a l'estranger.
En general la imatge de Diderot ha evolucionat amb el pas del temps, des de finals del segle xix i principis del XX és quan més ressorgeix la figura d'aquest filòsof il·lustrat. Cal destacar que a mitjan segle xx, el romanista Herbert Dieckmann va trobar un conjunt molt ampli de manuscrits, els anomenats Fons Vandeul, troballa que va augmentar encara més l'interès per la figura de Diderot, i la seva indagació va ser resolta el 1951 amb el seu Inventaire.
Des de llavors grans figures de la crítica han escrit sobre el filòsof i enciclopedista, arribant-lo a acreditar com la figura cabdal del segle xviii europeu, acreditació que fins avui dia es manté. D'aquestes grans figures de la crítica que van mostrar un important interès per Denis Diderot cal destacar les personalitats de Franco Venturi, Arthur M. Wilson, Jacques Prous, Yvon Benot i Jean Starobinsky qui, el 2012, va publicar Diderot, un diable de Ramage, obra amb la qual va passar dècades investigant sobre la figura de Diderot.
Arthur M. Wilson va publicar el 1972 una biografia titulada Diderot la qual segueix sent una obra clàssica per la seva exactitud. El 2013, va aparèixer una nova biografia extensa titulada Diderot, il combattant de la liberté, de Gerhardt Stenger.
Hi ha una revista, creada a finals del segle XX que està dedicada a l'obra de Diderot, Recherches sud Diderot et sur l'Enciclopédie, editada a París; se suma als ja clàssics Diderot Studies, i segueix en actiu publicada per la Société Diderot.
Cal esmentar, també, que el pensament de Diderot va ser portat al cinema doncs Jacques Rivette va traslladar a la plantalla la novel·la La Religieuse.